# Prée-Ronde
Pour les articles homonymes, voir Prée et Ronde.
Le site de la Prée-Ronde serait un des premiers endroits en Amérique du Nord, occupés de façon continue par des familles d'origine française. Les micmacs nommaient le site Lablalot. Les Anglais l'ont renommé Round Hill et est situé dans la vallée d'Annapolis, Nouvelle-Écosse, Canada.

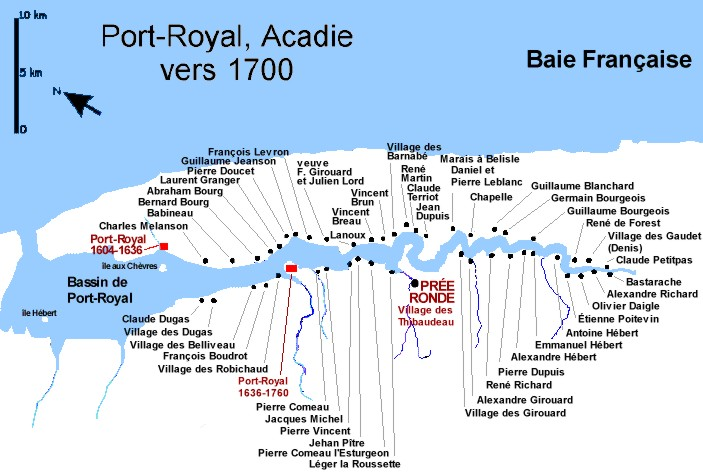
Carte de la vallée de la rivière du Dauphin vers 1700

Vers 1610 et au moins jusqu'en 1636, quelques familles arrivées avec Jean de Biencourt, sieur de Poutrincourt et son fils Charles, les familles Lambert, Lejeune et Gaudet y feront de la culture, commerceront et formeront des familles avec les Micmacs de Membertou. Charles de Biencourt y sera inhumé en 1624 à l'âge de 31 ans. Le site a pu être habité jusqu'à ce que Pierre Thibaudeau en prenne possession l'année de son arrivée en Acadie en 1654 et jusqu'à ce que les Anglais, un siècle plus tard, déportent ses enfants en 1755 pour s'emparer de ses terres. 

## L'établissement
Pierre Thibaudeau acquiert en 1654, une large concession de terre "dans-le-haut de la rivière du Dauphin", près de Port-Royal. Le site porte le nom de la Prée-Ronde ou Village des Thibaudeau. Il est situé à dix kilomètres de l'embouchure de la rivière, au cœur de la vallée de Port-Royal. 
Il y installe une maison avec des bâtiments de ferme et un moulin à blé et à planches, actionné par un proche cours d'eau dit "Des-Loups-Marins". Le titre de meunier de la Prée-Ronde fait sa renommée. Aurait-il nommé le lieu à la façon que l'on nomme le territoire dans son pays d'origine?  La graphie Prée est présente dans le nom de Saint-Laurent-de-la-Prée entre Rochefort, Fouras et l'Île d'Oléron en Aunis. Plusieurs familles du nom Thibaudeau habitent la région au début du XVIIe siècle dont un dénommé Thibaudeau, né vers 1575 possiblement sur l'île d'Oléron. On ne connaît pas le nom de son épouse.  Il a au moins trois enfants nés à Dolus d'Oléron. Mathurine, née vers 1600, elle épouse vers 1620 au même endroit, Arthur BON. François, né vers 1602, il épouse Jeanne Bourdigal vers 1625 et Charles, né à 1606, il épouse en 1632 à Dolus, Marie Bourdigal. On retrouve sur l'île d'Oléron un lieu-dit La Thibaudière, à 1,8 km à l'ouest de Saint-Pierre.

## L'occupation
Ce lieu sera pendant plus d'un siècle la terre des Thibaudeau puisqu'à la mort de Pierre en 1704, sa veuve Jehanne y habite toujours. Le 12 juillet 1707, Jehanne Terriau fait don de tous ses biens à ses enfants (document aux Archives de la France et de ses colonies). Certains de ses enfants (dont Claude et Antoine) y habitent toujours à sa mort en 1726 et auraient occupé le site jusqu'en 1755, année de la déportation par les Anglais.

## Le grand Dérangement
Le lieu et la rivière ont été renommés Round Hill. Seule la pointe de terre s'avançant dans la rivière du Dauphin (renommée Annapolis River) porte maintenant le nom de Pré Rond Marsh (marais de la Prée-Ronde). 
Qu'advient-il de ce lieu après 1755? Les titres de propriété des terres des Acadiens n'étaient pas reconnus par les Anglais. La Déportation des Acadiens et des Acadiennes et l'arrivée des colons anglais Loyalistes dans cette région ont fait disparaître toute trace du premier établissement de la Prée-Ronde.

## La mémoire historique
En 1981, on a installé sur le site historique de la Prée-Ronde une stèle à la mémoire de Pierre Thibaudeau et dont voici le texte:
|  |

## Sources
1. ↑  Dictionnaire biographique du Canada
2. ↑  Acadian home